# Calamphora quadrispinosa
Calamphora quadrispinosa är en nässeldjursart som beskrevs av Watson 2003. Calamphora quadrispinosa ingår i släktet Calamphora och familjen Sertulariidae.
Artens utbredningsområde är Södra Ishavet. Inga underarter finns listade i Catalogue of Life.